# Ford Madox Brown
Pour les articles homonymes, voir Brown.
Ford Madox Brown (Calais, 16 avril 1821 - Londres, 6 octobre 1893) est un peintre britannique, proche du mouvement préraphaélite. Brown voulait être reconnu officiellement en imposant sa singularité artistique.

## Biographie
Né à Calais d'un père Commissaire de bord, il commença ses études à Paris en 1840 où il découvrit les œuvres de Delacroix et Delaroche. Il n'emménagea à Londres qu'en 1846 lors de son mariage avec Elizabeth Bromley, ouvrière anglaise. À son arrivée, l'Angleterre lui est alors inconnue. Artistiquement, il fut formé à Bruges, Gand et surtout à Anvers dans l'atelier du Baron Wappers à fortes tendances « gothicisantes » et où il rencontra les œuvres des primitifs flamands.
Avant son installation à Londres, il voyagea 8 mois à Rome (arrivé en septembre 1845), afin d'y rencontrer les Nazaréens (notamment Overbeck et Cornelius). Peignant des sujets religieux « archaïsants », ces peintres allemands influencèrent la technique et la conception artistique de Brown. Selon lui, l'art périssait à cause de la généralisation systématique des formes, ainsi l'art ne pouvait être « sauvé » que par la recherche d'une expression individuelle. Durant son séjour, Brown ébaucha The Seeds and Fruits of English Poetry (Les semences et les fruits de la Poésie anglaise) dont l'encadrement gothique, la symétrie et le modelé minimal témoignent directement l'influence des Nazaréens sur l'artiste anglais. À son retour, il exécuta James Bamford et Our Lady of Saturday Night manifestant son goût pour la peinture archaïsante.
Dès 1843, Brown participa au concours de décoration du Palais de Westminster où il réalisa un premier essai dans sa nouvelle voie, qu'il qualifiait lui-même d'« Early-christian style », en présentant The body of Harold brought before William the Conqueror (Le corps d'Harold apporté à Guillaume le Conquérant). Bien que son projet restât sans succès, il impressionna et séduisit le jeune Dante Gabriel Rossetti. Ce dernier demanda par ailleurs à devenir son élève dès qu'il s'installa à Londres. Dans un premier temps, Brown crut à une plaisanterie avant d'accepter la requête du peintre.
À son arrivée à Londres en 1846, il  rencontra Dante Gabriel Rossetti, William Holman Hunt et John Everett Millais, fondateurs du mouvement préraphaélite. Ces rencontres l'incitent à prendre son inspiration dans les modèles du XVe siècle, en particulier Botticelli, qu'il admire par-dessus tout, et à qui il emprunte par exemple le format du médaillon.

## Brown et les Préraphaélites
Brown se tenait à l'écart de la confrérie naissante. Il ne participait pas aux réunions de la Preraphaelite Brotherhood. Cependant, il faisait partie de l'entourage proche de ces artistes, et était un ami très proche de Dante Gabriel Rossetti. Il influença particulièrement les Préraphaélites, non seulement dans le mysticisme religieux, mais aussi dans l'austérité moralisatrice (notamment celle que l'on retrouve chez William Holman Hunt).
The Girlhood of Mary Virgin de Rossetti est un tableau qui s'inspirerait de Our Lady of Saturday Night de Brown.
Ses sujets touchent à la fois à l'Antiquité et à l'actualité sociale du Royaume-Uni victorien. Son style est caractérisé par la luminosité des couleurs et le raffinement des détails

## Œuvres
- Chaucer à la cour de Edward III, 1856-68, huile sur toile, Londres, Tate Britain,
- The Irish Girl, 1860, huile sur toile, New Haven, Centre d'art britannique de Yale,
- Le Travail, 1865, huile sur toile, 137 × 197,5 cm, Manchester, Manchester City Art Galleries,
- La Tunique de Joseph, (v.1860-1880), Liverpool, Walker Art Gallery,

## Galerie

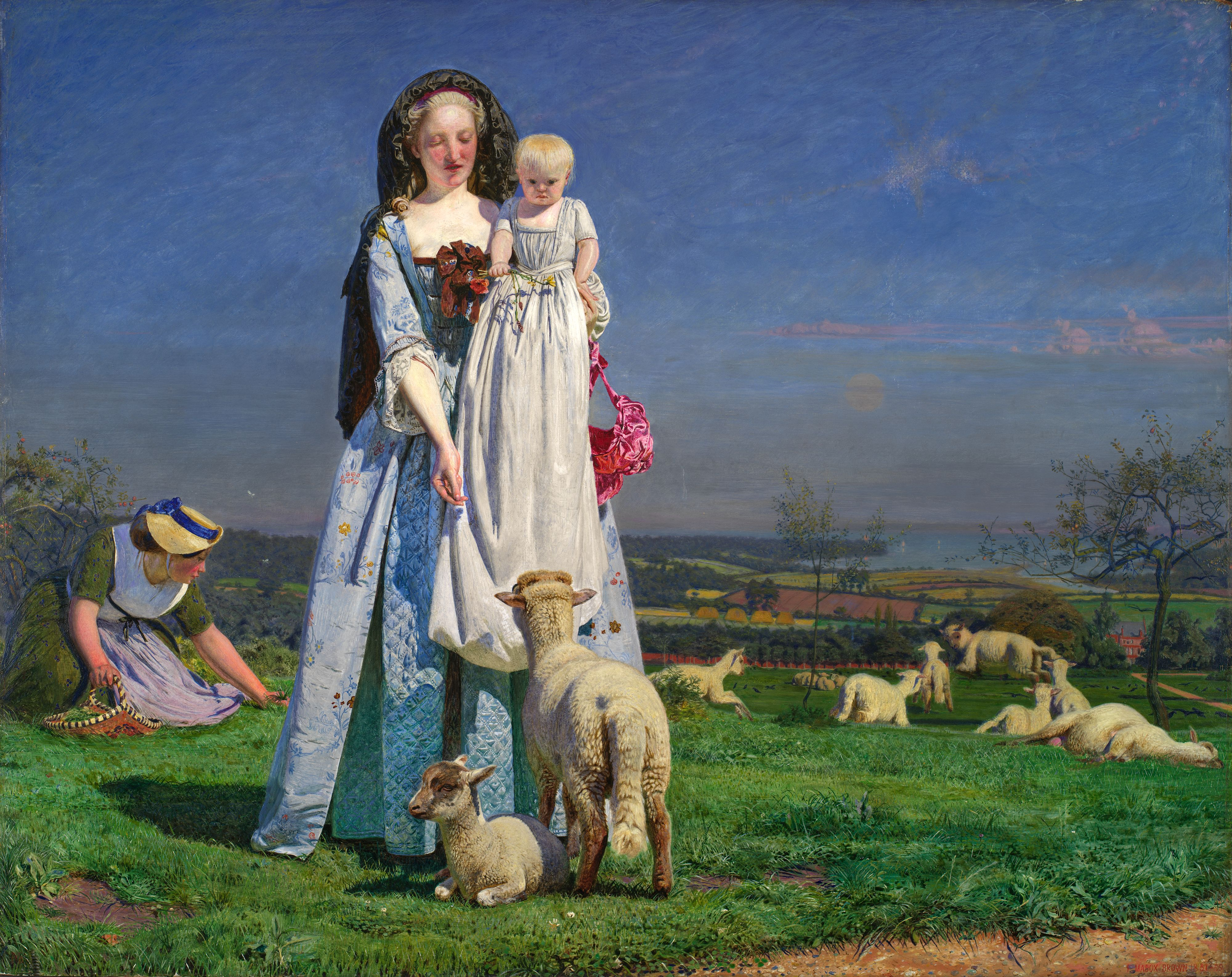
Les Jolis Agneaux (1851-59)
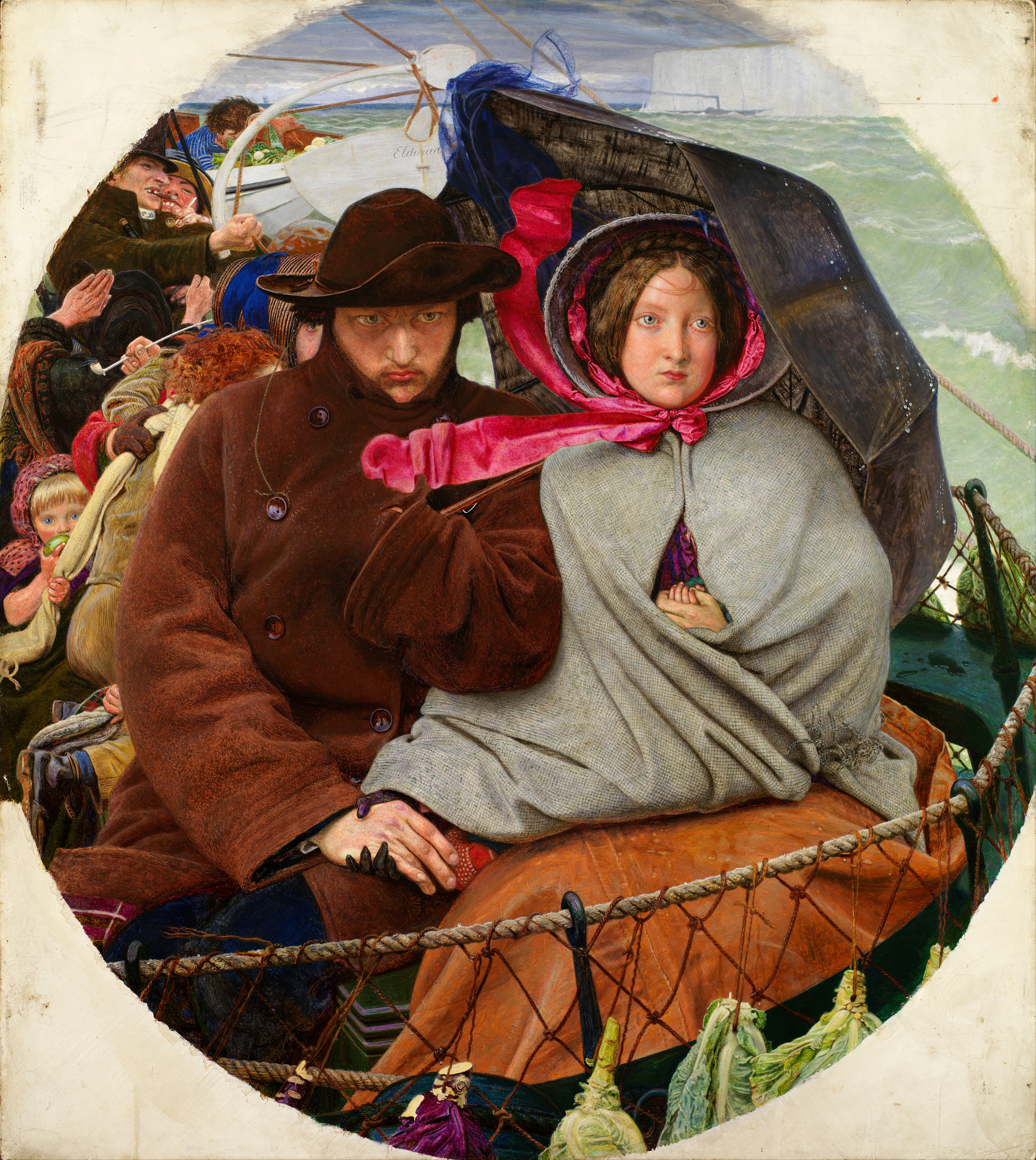
Adieu à l'Angleterre (1852-1855)
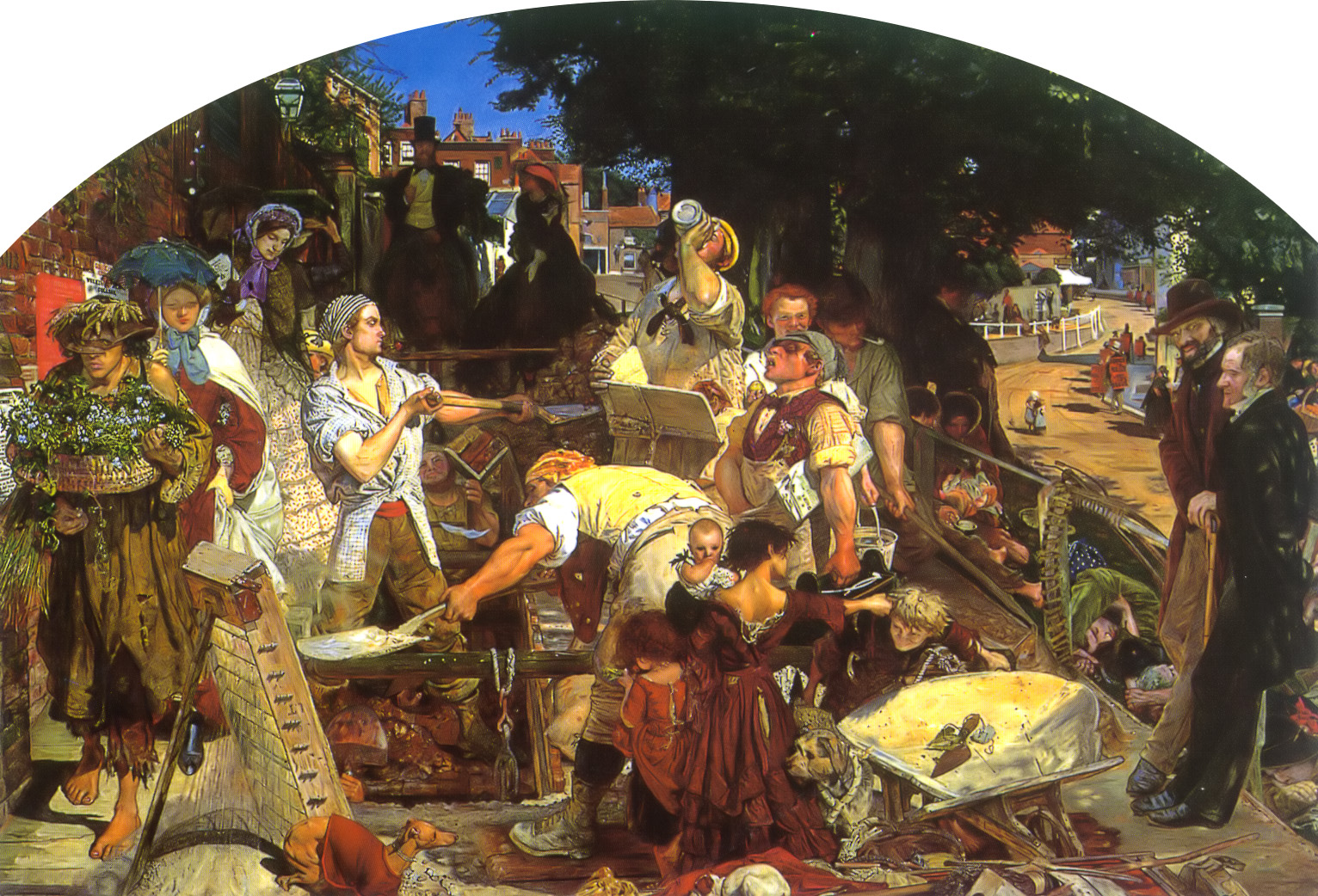
Le Travail (1852-65)
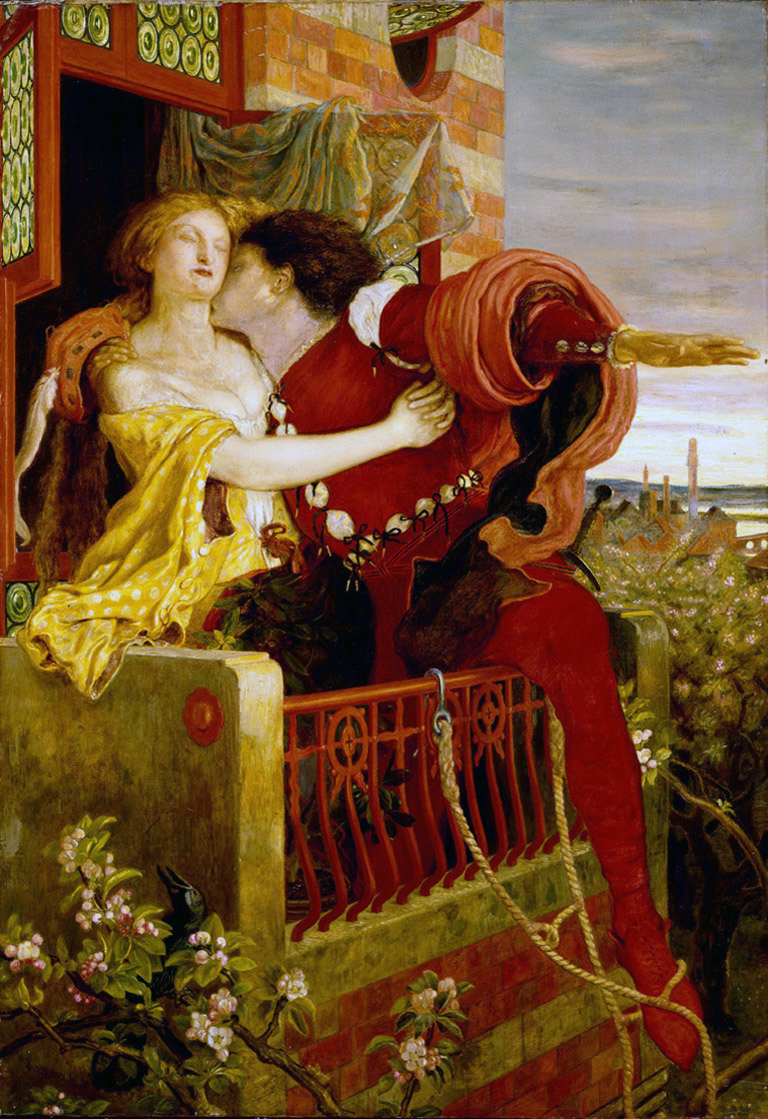
Roméo et Juliette (1867-70)